# Andrea Szulák
Andrea Szulák (wym. [ɒndrɛɒ sulaːk]; ur. 8 lutego 1964 w Budapeszcie) – węgierska piosenkarka, aktorka, prezenterka telewizyjna, laureatka nagrody EMeRTon.

## Życiorys
Przez długi czas występowała za granicą jako tancerka (Holandia, Niemcy, Anglia), po rozpadzie zespołu Neoton Família została wokalistką nowo utworzonego Neotonu, jednocześnie często występując w musicalach. W roku 1991 wygrała nagrodę główną na festiwalu OIRT w Moskwie. W 1992 wygrała festiwal taneczny w Egerze. W 1993 roku z piosenką Árva reggel („Sierocy poranek”) miała jako pierwsza reprezentować Węgry na konkursie Eurowizji. Nie doszło to do skutku, ponieważ Węgry nie przeszły eliminacji dla krajów wschodnioeuropejskich. W 1994 została wybrana węgierską Piosenkarką Roku.
26 kwietnia 2007 ze związku z Gáborem Gyarmatim urodziła się jej córka, Rozina. Artystka jest prezenterką Magyar Televízió, a od jesieni 2012 roku prowadzi także program pod tytułem Szerencsekerék (Koło fortuny) na kanale Story4TV.
Od 2009 roku mieszka w Solymár.

## Filmografia

### Filmy pełnometrażowe
- Ballagás (1980) – Vali
- Elektra mindörökké (1995)
- Zsaruvér és Csigavér II.: Több tonna kámfor (2002) – Vörösbegy
- Na végre, itt a nyár! (2002)

### Filmy telewizyjne
- Linda (1984)
- Űrgammák (1995–1997)
- Titkos szeretők (2000)
- Zsaruvér és Csigavér II.: Több tonna kámfor (2002)
- Na végre, itt a nyár! (2002)
- Presszó (2008)

## Dyskografia
- A trónörökös (z zespołem Neoton) (1990)
- Titkos szeretők (z Péterem Benkő) (1998)
- Best of... (2001)

### Kariera solowa
| Rok  | Album                   | Najwyższa lokata                     | Nagrody     |
| Rok  | Album                   | 40 najlepszych albumów według MAHASZ | Nagrody     |
| ---- | ----------------------- | ------------------------------------ | ----------- |
| 1992 | Nem harap a néni        | 14                                   |             |
| 1994 | Egy darabot a szívemből | 18                                   |             |
| 1996 | IQ                      | –                                    |             |
| 2000 | Szerelemez              | 34                                   |             |
| 2006 | Cinema                  | 15                                   |             |
| 2007 | Boldogság, gyere haza   | 1                                    | złota płyta |
| 2009 | Musical is meg nem is   | 30                                   |             |
| 2010 | Boldog karácsonyt!      | –                                    |             |

## Programy telewizyjne

### Story TV
- Csináljuk a fesztivált (2010)
- Szerencsekerék (2012–)

### Magyar Televízió
- Szulák és más (2008)
- 6 órai tea (2009)

### TV2
- Ki vagyok én? (1998)
- Activity (2001)
- Szulák Andrea Show (2002)
- Sztárok őszintén
- Szulák Andrea show
- Az ének iskolája (2013)

## Nagrody
- 1991 – Moskwa – nagroda główna na festiwalu OIRT
- 1992 – Eger – wygrana w festiwalu tanecznym
- 1992 – Piosenkarka Roku
- 1992 – nagroda EMeRTon
- 1994 – Piosenkarka Roku
- 2013 – Operetka Budapeszteńska – musicalowa Aktorka Roku